# Oh Yong-ran
Dans ce nom coréen, le nom de famille, Oh, précède le nom personnel.
Oh Yong-ran (coréen : 오영란, parfois orthographié Oh Yeong-ran ou Oh Young-ran), née le 6 septembre 1972, est une handballeuse internationale sud-coréenne qui évoluait au poste de gardienne de but.
Avec l'équipe de Corée du Sud, elle participe à cinq éditions des Jeux olympiques : elle y remporte deux médailles d'argent (1996 et 2004) et une de bronze (2008) tandis qu'en aux Jeux olympiques de 2016, elle est à 43 ans et 11 mois la joueuse la plus âgée de la compétition.
En 1995, elle remporte le titre de championne du monde avec la Corée. Au Mondial 2003, elle remporte également une médaille de bronze.
Elle est la femme de Kang Il-koo (en), handballeur sud-coréen ayant participé aux Jeux olympiques en 2000 et Jeux olympiques de 2008.

## Palmarès
Jeux olympiques
- aux Jeux olympiques de 1996 à Atlanta,  États-Unis
- 4e aux Jeux olympiques de 2000 à Sydney,  Australie
- aux Jeux olympiques de 2004 à Athènes,  Grèce
- aux Jeux olympiques de 2008 à Pékin,  Chine
- 10e aux Jeux olympiques de 2016 à Rio de Janeiro,  Corée du Sud

Championnat du monde
- Médaille d'or au Championnat du monde 1995 en Autriche et en Hongrie
- 5e place au Championnat du monde 1997 en Allemagne
- Médaille de bronze au Championnat du monde 2003 en Croatie
- 6e place au Championnat du monde 2007 en France[1].

Jeux asiatiques
- Médaille d'or aux Jeux asiatiques de 1994
- Médaille d'or aux Jeux asiatiques de 1998

Championnats d'Asie